# Pływanie na Letnich Igrzyskach Olimpijskich 1968 – 800 m stylem dowolnym kobiet
800 m stylem dowolnym kobiet – jedna z konkurencji pływackich rozgrywanych podczas XIX Igrzysk Olimpijskich w Meksyku. Eliminacje odbyły się 22 października, a finał 24 października 1968 roku.
Złoty medal zdobyła rekordzistka świata, Amerykanka Debbie Meyer, ustanawiając w finale nowy rekord olimpijski (9:24,0). Tym samym Meyer jako pierwsza pływaczka w historii zdobyła na jednych igrzyskach złoto na dystansie 200, 400 i 800 m stylem dowolnym. Wicemistrzynią olimpijską została Pam Kruse ze Stanów Zjednoczonych (9:35,7). Brąz wywalczyła reprezentantka gospodarzy Maria Teresa Ramírez, która uzyskała czas 9:38,5 i wyprzedziła o 0,1 s Australijkę Karen Moras (9:38,6).
Dwa dni wcześniej, rekord olimpijski ustanawiały kolejno: Debbie Meyer (9:42,8) i Karen Moras (9:38,6).

## Rekordy
Przed zawodami rekord świata i rekord olimpijski wyglądały następująco:
| Rekord            | Zawodniczka      | Czas   | Miejsce     | Data             |
| ----------------- | ---------------- | ------ | ----------- | ---------------- |
| Rekord świata     | Debbie Meyer     | 9:10,4 | Los Angeles | 28 sierpnia 1968 |
| Rekord olimpijski | nowa konkurencja | -      | -           | -                |

W trakcie zawodów ustanowiono następujące rekordy:
| Data            | Etap konkurencji      | Zawodniczka  | Czas   | Rekord |
| --------------- | --------------------- | ------------ | ------ | ------ |
| 22 października | wyścig eliminacyjny 1 | Debbie Meyer | 9:42,8 | OR     |
| 22 października | wyścig eliminacyjny 2 | Karen Moras  | 9:38,3 | OR     |
| 24 października | finał                 | Debbie Meyer | 9:24,0 | OR     |

## Wyniki

### Eliminacje
| Miejsce | Wyścig | Zawodniczka          | Państwo           | Czas      | Uwagi |
| ------- | ------ | -------------------- | ----------------- | --------- | ----- |
| 1.      | 2      | Karen Moras          | Australia         | 9:38,3    | Q,    |
| 2.      | 1      | Debbie Meyer         | Stany Zjednoczone | 9:42,8    | Q     |
| 3.      | 5      | María Teresa Ramírez | Meksyk            | 9:46,4    | Q     |
| 4.      | 5      | Patty Caretto        | Stany Zjednoczone | 9:46,4    | Q     |
| 5.      | 3      | Pam Kruse            | Stany Zjednoczone | 9:49,8    | Q     |
| 6.      | 2      | Denise Langford      | Australia         | 9:59,3    | Q     |
| 7.      | 1      | Angela Coughlan      | Kanada            | 10:00,2   | Q     |
| 8.      | 2      | Laura Vaca           | Meksyk            | 10:01,8   | Q     |
| 9.      | 4      | Christine Deakes     | Australia         | 10:06,7   |       |
| 10.     | 3      | Elisabeth Ljunggren  | Szwecja           | 10:07,5   |       |
| 11.     | 1      | Sigrid Goral         | NRD               | 10:09,3   |       |
| 12.     | 3      | Susan Williams       | Wielka Brytania   | 10:17,6   |       |
| 13.     | 3      | Sabine Rantzsch      | NRD               | 10:18,4   |       |
| 14.     | 4      | Marie-José Kersaudy  | Francja           | 10:19,8   |       |
| 15.     | 4      | Novella Calligaris   | Włochy            | 10:21,0   |       |
| 16.     | 5      | Dominique Mollier    | Francja           | 10:21,4   |       |
| 17.     | 5      | Marjatta Hara        | Finlandia         | 10:23,3   |       |
| 18.     | 1      | Kristina Moir        | Portoryko         | 10:24,5   |       |
| 19.     | 2      | Tui Shipston         | Nowa Zelandia     | 10:28,0   |       |
| 20.     | 2      | Norma Amezcua        | Meksyk            | 10:31,6   |       |
| 21.     | 1      | Helen Elliott        | Filipiny          | 10:32,9   |       |
| 22.     | 5      | Olga de Angulo       | Kolumbia          | 10:40,5   |       |
| 23.     | 4      | Patricia Olano       | Kolumbia          | 10:44,1   |       |
| 24.     | 2      | Emilia Figueroa      | Urugwaj           | 10:57,7   |       |
| 25.     | 4      | Silvana Asturias     | Gwatemala         | 11:12,5   |       |
| 26.     | 3      | Lylian Castillo      | Urugwaj           | 11:19,1   |       |
| 33. !   | 1      | Anna Ócsai           | Węgry             | 99:99,9 ! | DNS   |
| 33. !   | 1      | Ingrid Gustavsson    | Szwecja           | 99:99,9 ! | DNS   |
| 33. !   | 2      | Lorna Blake          | Portoryko         | 99:99,9 ! | DNS   |
| 33. !   | 3      | Vera Kock            | Szwecja           | 99:99,9 ! | DNS   |
| 33. !   | 4      | Sally Davison        | Wielka Brytania   | 99:99,9 ! | DNS   |
| 33. !   | 5      | Ana Marcial          | Portoryko         | 99:99,9 ! | DNS   |
| 33. !   | 5      | Sheila Clayton       | Wielka Brytania   | 99:99,9 ! | DNS   |

### Finał
| Miejsce | Zawodniczka          | Państwo           | Czas    | Uwagi |
| ------- | -------------------- | ----------------- | ------- | ----- |
| 1. !    | Debbie Meyer         | Stany Zjednoczone | 9:24,0  | OR    |
| 2. !    | Pam Kruse            | Stany Zjednoczone | 9:35,7  |       |
| 3. !    | María Teresa Ramírez | Meksyk            | 9:38,5  |       |
| 4.      | Karen Moras          | Australia         | 9:38,6  |       |
| 5.      | Patty Caretto        | Stany Zjednoczone | 9:51,3  |       |
| 6.      | Angela Coughlan      | Kanada            | 9:56,4  |       |
| 7.      | Denise Langford      | Australia         | 9:56,7  |       |
| 8.      | Laura Vaca           | Meksyk            | 10:02,5 |       |